# Катастрофа Ан-24 в Сухуми
Катастрофа Ан-24 под Сухуми — авиационная катастрофа, произошедшая 8 июля 1977 года близ Сухуми с самолётом Ан-24РВ Кировоградской лётной школы, в результате которой погибли 6 человек.

## Самолёт
Ан-24РВ с бортовым номером 46847 (заводской — 27307505) был выпущен заводом Антонова 14 января 1972 года. Всего на момент катастрофы авиалайнер имел в общей сложности 5698 часов налёта и 16 941 посадок. Принадлежал Кировоградской школе лётной подготовки гражданской авиации.

## Экипаж
Экипаж имел следующий состав:
- КВС-инструктор — Ревенко Владимир Максимович;
- Штурман-инструктор — Величко Александр Иванович;
- Бортинженер-инструктор — Борис Алексей Степанович;
- Слушатели-пилоты
  - Мешков Геннадий Васильевич
  - Сучков Анатолий Михайлович
  - Мозгачёв Геннадий Васильевич
  - Рачковский Юрий Васильевич

## Катастрофа
Выполнял учебный рейс по маршруту Кировоград—Сухуми—Кировоград с работой в районе Сухумского аэропорта, однако последний был загружен пассажирским рейсами, поэтому работы в его районе не выполнялись и экипаж начал подготавливаться к полёту в Кировоград. Небо в это время было затянуто кучево-дождевыми облаками с нижней границей 330 метров, слабая дымка, ветер западный свежий, видимость 7 километров, на востоке гроза. Также прогнозировалось, что в течение часа гроза дойдёт до аэропорта, при этом метеолокатор на аэродроме не работал. Когда Ан-24 был на исполнительном старте (в начале ВПП) для взлёта по магнитному курсу 297°, то диспетчер передал: «397, по вашим средствам посмотрите, метеолокатор не работает, ваше решение?». В ответ КВС-инструктор доложил: «Нормально, хватит нам взлететь, там отвернуться можно». В связи с этим, диспетчер дал разрешение на взлёт, и в 21:38 (20:38 МСК) самолёт вылетел из аэропорта и начал набор высоты с вертикальной скоростью 5 м/с.
Во время набора высоты КВС-инструктор по бортовому радиолокатору оценивал метеообстановку. На высоте 120—130 метров скорость составляла 250 км/ч, когда экипаж начал убирать закрылки. Вертикальная скорость уменьшилась, хотя увеличилась поступательная. Спустя 6 секунд самолёт начал снижаться с вертикальной скоростью до 10 м/с. Поняв, что они падают в море, сидевший в правом кресле пилот-слушатель Мешков (остальные пилоты-слушатели сидели в салоне) через 10 секунд начал тянуть штурвал «на себя», пытаясь исправить ситуацию. Но через 5 секунд Ан-24 на скорости 370 км/ч в полётной конфигурации плашмя ударился о воду в 690 метрах от берега и по азимуту 297° от КТА (практически, на продолжении оси ВПП). Из-за перегрузки при ударе в 1,85g, авиалайнер разрушился и затонул. Обломки разбросало по дну моря на площади 150 на 60—70 метров. Прибывшая к месту падения через час моторная лодка подобрала из воды тяжелораненого КВС-инструктора Ревенко, который держался в воде за плавающий обломок самолёта. Все остальные 6 человек погибли. Впоследствии были найдены и подняты на поверхность основные части авиалайнера, его узлы и агрегаты, а также 5 из 6 тел погибших.

## Причины
Согласно показаниям КВС-инструктора, после пролёта высоты 120 метров его как будто ударили по голове, после чего он потерял сознание и очнулся, только оказавшись в воде. По травмам на голове удалось определить, что удар был о тубус бортового радиолокатора, который в момент катастрофы сыграл роль демпфера. Также изучение травм показало, что Ревенко в момент удара не находился в активной рабочей позе. Вообще фактов, что Ревенко внезапно потерял работоспособность, не было, но некоторые косвенные улики подтверждали это:
- отсутствовала активная рабочая поза;
- отсутствовала адекватная реакция на снижение в воду;
- показания о внезапной потере сознания после прохода высоты 120 метров.

Согласно результатам расследования было установлено, что в течение 10 секунд с момента уборки закрылков из взлётного положения и начала снижения самолётом никто не управлял. По данным с бортового самописца траектория полёта в этот промежуток времени была типична для самолёта с освобождённым управлением, который не был сбалансирован после уборки закрылков. Просадка высоты в таких ситуациях обычно составляет 60 метров. Лишь за 5—6 секунд до падения в воду, когда сработала сигнализация «Опасная высота», была зафиксирована попытка взятием штурвала «на себя» вывести авиалайнер из снижения.
Так как за несколько минут до Ан-24 с той же полосы взлетел Ту-154, то рассматривалась версия о попадании второго самолёта в спутный след первого. Однако, согласно расчётам, хотя попадание в спутный след и было возможным, оно не могло привести к катастрофе, хотя и усложнило пилотирование.

Заключение: Причиной катастрофы является отсутствие контроля со стороны экипажа за полётом самолёта, несбалансированного после уборки закрылков, что привело к переходу из набора высоты в снижение. Это могло произойти в результате: 
1. отвлечения экипажа (в частности КВС) от пилотирования на оценку грозовой деятельности, так как метеообстановка в районе аэропорта требовала повышенного внимания;
2. временной потери работоспособности КВС.

— 